# Nephila dirangensis
Nephila dirangensis is een spinnensoort uit de familie van de wielwebspinnen (Araneidae).
De wetenschappelijke naam van de soort werd in 2006 gepubliceerd door Bijan Kumar Biswas en Kajal Biswas.